# Чатранг-Намак
Чатранг-Намаг, Чатранг-Намак — «Книга о шахматах», наиболее ранний письменный источник на среднеперсидском языке (пехлеви), рассказывающий о происхождении шахмат и нардов. Другие названия — «Повесть о шахматах» («Мадаяни Чатранг»), «Объяснение игры в шахматы и изобретение игры в нарды» и т. д. Сохранился в списке (датирован 1323 г.), составленном на основе рукописи 956 года, хранившейся в Храме огня в Бомбее и погибшей, по-видимому, до XIII века. Сама «Книга о шахматах» датируется (предположительно) первым десятилетием после крушения Сасанидской империи.
По мнению историка шахмат Г. Мэррея (1936), текст сказания позволяет назвать примерную дату изобретения игры — около 570 года.
Действие сюжета относится к Ирану VI века, в период правления царя Хосрова I Ануширвана (531—579 гг.) из династии Сасанидов, когда произошел расцвет науки, культуры, литературы и искусства. В это же время, после 529 года, когда византийский император Юстиниан I упразднил знаменитую Афинскую Академию, в Сасанидскую империю начали переселяться некоторые греческие учёные и философы, находившие себе применение при персидском дворе. Персидская Сасанидская империя стала связующим культурным звеном между Индией и арабо-европейским Западом.
От персов игра распространилась дальше — сначала с ней познакомились арабы, затем Европа и Россия. Русское слово «шахматы» арабо-персидского происхождения и восходит к персидскому шах «царь» и арабскому глаголу мат(а) «умер».
Персы имели торговые, культурные контакты с Индией. Некоторые известные литературные сочинения были переведены с санскрита на пехлеви (среднеперсидский язык), а затем на арабский. Таким образом, Иран стал посредником при передаче индийской игры «чатуранга» между индийскими княжествами и арабской и европейской цивилизациями.

## Текст
Во имя Бога.
(1) Рассказывают, что во времена царствования Хосрова Аношаг-Рувана* великий государь и царь индийский Сачидхарм**, для того чтобы испытать разум и мудрость жителей Эранской страны (Эран-шахр)*** и также чтобы извлечь от этого собственную выгоду, послал шахматы («чатранг») в паре по шестнадцать фигур из изумруда и по шестнадцать фигур из красного яхонта. (2) Вместе с этими шахматами он послал тысячу двести верблюжьих вьюков золота, серебра, драгоценных камней, жемчугов, одежд и девяносто слонов. Снаряжено им было также нечто весьма ценное, и со всем этим отправлен им был Татрагатвас, избранный между индийцев.
* Хосров I Ануширван (сын Кавада) — иранский царь из династии Сасанидов, правил в Иране с 531 по 579 гг.

** Сачидхарм — предположительно имя царя, правившего в VI веке на севере Индии в Каннаудже (город в современном штате Уттар-Прадеш). По иному прочтению — Девсарм, или Девасарм. 

*** Эранская страна, Эран — среднеперсидское название Ирана, бытовавшее до завоевания Ирана арабами в VII веке.
(3) В послании было написано так: «Поскольку вы обладаете саном царя царей и посему подобает вам царствовать над всеми нами, так и надлежит мудрецам вашим быть умнее мудрецов наших. Если вы не раскроете сути этих шахмат, то пришлите дань и подать».
(4) Царь царей потребовал три дня срока, но никто из мудрецов Эранской страны не смог раскрыть сути этих шахмат.
(5) На третий день Вузург-Михр, сын Бохтака*, поднялся (6) и сказал ему: «Будьте бессмертны! До сего дня я сути этих шахмат не стал раскрывать с той целью, чтобы вы и все те, кто живет в Эранской стране, узнали, что самый мудрый человек в Эранской стране — это я. (7) Суть этих шахмат я без труда раскрою и взыщу с Сачидхарма дань и подать, да еще создам и пошлю Сачидхарму нечто, чего он раскрыть не сумеет, и за это возьму я дань дважды. Не сомневайтесь в том, что вы достойны сана царя царей и наши мудрецы умнее мудрецов Сачидхарма».
* Вузург-Михр, сын Бохтака — советник сасанидского царя Хосрова I Ануширвана. О его деятельности сохранились скудные сведения. По арабским источникам его звали Бурзой. Известно также, что он был придворным врачом персидского царя и именно его отправил царь в Индию для сбора санскритских сочинений. Предполагается, что появление в Иране шахмат связано с его поездкой в Индию. Бузург-Михру приписывается также назидательное сочинение под названием «Памятная книга Бузург-Михра» — своеобразная среднеперсидская краткая переработка индийско-христианской «Повести о пустыннике Варлааме и индийском царевиче Иоасафе (Билаухаре и Будасфе)».
(8) Царь царей трижды произнес: «Да здравствует Вузург-Михр, наш Татрагатвас!». И приказал он дать Вузург-Михру двенадцать тысяч драхм.
(9) На другой день Вузург-Михр позвал к себе Татрагатваса и сказал: «Сачидхарм уподобил эти шахматы боевому полю (карезар). (10) Он уподобил его двум (противоборствующим) сторонам, каждая из которых возглавляется предводителем (хвадай). Короля (шах) уподобил центру (или сердцу войска) (мадайан); ладью (рух*) левому (хойаг) и правому (дашнаг) флангу; ферзь (фразэн) уподобил начальнику боевых колесниц (артештаран-салар); слона (пил) начальнику тыла (пуштибан-салар); коня (асп) начальнику конницы (асваран-салар); пешек (пайадаг) всей пехоте, располагающейся в переднем строю (пэш-разм)*».
* Рух — букв. «колесница».

** В основу игры в шахматы положена четырёхчленная структура индийского войска: ср.-перс. чатранг — «шахматы» (перс. шатрандж) — происходит от санскр. чатуранга («шахматы»), в переводе «состоящий из четырёх частей»; войско, состоящее из четырёх боевых единиц — боевых слонов, боевых колесниц, конницы и пехоты. Древнеиндийское войско было устроено по принципу, отражённому в сложном санскритском термине хасти-ашва-ратха-падатам «слон-конь-колесница-пеший». Порядок, при котором пехота занимает первый ряд, а слон, конь и колесница — последовательно второй ряд, напоминает принцип построения боевых фигур в шахматах. Деление войска, существовавшее в Индии, напоминает четырёхчленную структуру войска легендарного доахеменидского и домидийского Ирана — Арианы царя Виштаспа, покровителя Заратуштры (VII—VIII вв. до н. э.), состоявшую из пехоты (карван, пайган), погонщиков слонов (пилбан), всадников (сторбан) и колесничих (вардйундар) (Айадгар-и Зареран — Сказание о Зарере, § 27).
(11) Тогда Татрагатвас расставил шахматы и стал играть с Вузург-Михром. Вузург-Михр выиграл у Татрагатваса три партии (даст), и по этой причине всю страну посетила великая радость.
(12) После этого Татрагатвас встал (13) и сказал: «Будьте бессмертны! Бог дал вам такое чудесное дарование, такую славу, могущественность и победоносность, что вы станете властелином Эрана и не-Эрана. (14) Несколько индийских мудрецов с большим усердием и трудом создали эту игру в шахматы, и была она прислана сюда, и никто не смог раскрыть её. (15) Однако ваш Вузург-Михр по прирожденной мудрости своей легко и без труда раскрыл её. (16) И этим он намного приумножил богатствами сокровищницу царя царей».
(17) На следующий день царь царей призвал к себе Вузург-Михра. (18) И сказал он Вузург-Михру: «О, наш Вузург-Михр! Что это за вещь, о которой ты сказал, мол, сделаем и Сачидхарму отправим?».
(19) Вузург-Михр сказал: «Из правителей этого тысячелетия самым деятельным и мудрым был Ардашир*, и эту игру я назову по имени Ардашира — нардами (нэв-ардашир). (20) Доску для нардов я уподобляю земле Спандармад**. (21) Тридцать камней (мухраг) я уподобляю тридцати суткам: пятнадцать белых я уподобляю дню, а пятнадцать чёрных я уподобляю ночи. (22) Пару игральных костей (гарданаг) я уподобляю вращению звезд и вращению небосвода. (23) Один (эк) на кости уподобляю тому, как един Ормазд, ибо он сотворил все благое. (24) Два (до) уподобляю небу*** и земле****. (25) Три (сэ) уподобляю (сферам) благомыслия, благословия, благодеяния, иными словами, (сферам) мышления, речи и действия*****. (26) Четыре (чахар) уподобляю четырём элементам, из которых сложен человек, и четырём сторонам света: востоку, западу, югу и северу. (27) Пять (пандж) уподобляю пяти светящим объектам: солнцу, луне, звезде, огню и сиянию, идущему с неба. (28) Шесть (шаш) уподобляю шести дням Гаханбара, в которые было совершено творение******».
* Имеется в виду царь Ардашир I, сын Папака, основатель династии Сасанидов, правивший в Иране с 224 по 240 гг. Ардашир одержал победу над Парфией и восстановил персидскую власть во всем Иране. Согласно поздней легенде Ардашир I был сильнее других в игре конное поло (чобэган), в верховой езде (асварих), в игре в шахматы (чатранг) и в игре в нарды (нэв-ардашир) (Книга деяний Ардашира, сына Папака, гл. II, § 12). Однако это, по-видимому, анахронизм, так как во времена Ардашира I, шахмат в Иране ещё не было. В среднеперсидском светском сочинении «Хосров, сын Кавада, и его паж» (§ 15), паж персидского царя Хосрова I Аноширвана говорит, что превосходит своих сверстников в игре в шахматы (чатранг), игре в нарды (нэв-ардашир) и в игре в шашки (хаштпай).

** Спандармад — имя ангела-хранителя, с помощью которого бог Ормазд сотворил землю.

*** Букв. мэног — мир небесный, духовный.

**** Букв. гэтиг — мир земной, материальный.

***** По представлениям зороастрийцев в круги рая и ада входили три сферы, связанные с мышлением, речью и поступками человека. В раю — это сферы благомыслия, благословия и благодеяния, а в аду — это сферы зломыслия, злословия и злодеяния. В них пребывают после смерти соответственно праведники и грешники. Сходным образом построены системы рая и ада в «Божественной комедии» Данте.

****** Дни Гаханбара — это шесть праздничных дней, в которые бог Ормазд сотворил мир. В первый день, Мэдйозарм, он сотворил небо; во второй день, Мэдйошем, он сотворил воду; в третий день, Пайдишах, он сотворил растения; в четвертый день, Айахрим, он сотворил скот; в пятый день, Мэдйорем, он сотворил землю; в шестой день, Хамаспамадэм, он сотворил человека.
(29) «Расстановку камней на доске нардов я уподобляю тому, как господь Ормазд дал (каждое) творение земному миру. (30) Вращение и возвращение камней с помощью костей уподобляю тому, как человек в земном мире постоянно связан с небесными силами (мэноган), он движется и передвигается под влиянием семи (планет)* и двенадцати (зодиакальных созвездий). При возможности они бьют друг друга и вытесняют подобно тому, как люди в земном мире побивают друг друга. (31) И когда с помощью костей все (камни) вытесняются, это напоминает людей, которые все так или иначе оставляют этот земной мир. Когда же (камни) ставятся вторично, это напоминает людей, которые при воскресении из мертвых (рист-ахэз) вновь оживают».
* Согласно системе К. Птолемея (II в.) вокруг Земли вращаются семь планет.
(32) Когда царь царей выслушал эти слова, обрадовался и приказал приготовить подобающим образом двенадцать тысяч тазийских* коней, всех одной масти, убранных золотом и жемчугом; двенадцать тысяч избранных юношей Эранской страны; двенадцать тысяч доспехов семисложных; двенадцать тысяч булатных мечей кованых по-индийски; двенадцать тысяч поясов с семью камнями; и всё остальное, что необходимо для двенадцати тысяч людей и коней. (33) Назначил он над ними начальником Вузург-Михра, сына Бохтака, и в назначенное время благополучно и с помощью бога отправил в Индию.
* По традиционному толкованию — тазийский то же что и арабский.
(34) Когда великий государь и царь индийский Сачидхарм увидел (игру) такого рода, то попросил у Вузург-Михра, сына Бохтака, сорок дней времени. (35) Никого из ученых Индии не оказалось, кто смог бы раскрыть правила игры в нарды. (36) Тогда Вузург-Михр повторно взыскал с Сачидхарма столько же много дани и подати, и благополучно и с великой славой вернулся в Эранскую страну.
(37) Объяснение сути шахмат заключается в том, что силой ума, и как было сказано мудрецами, и разумом победа одерживается, так что основы этой игры познаются разумом.
(38) Игра в шахматы заключается во внимании и стремлении к сохранению своих фигур, в большом стремлении взять фигуру другого, и в отказе от нечестной игры в надежде взять фигуру другого. (Следует) использовать всегда одну фигуру, а остальные держать в запасе, довольно внимательно следить за игрой и учитывать всё то, о чем написано в «Книге установлений» (Эвэн-намаг)*.
* Несохранившееся сасанидское руководство по военному делу.
Закончена в здравии и радости.